# ケネディ・ラウンド
ケネディ・ラウンド（Kennedy Round）は、1964年5月から1967年6月にかけて行われた関税および貿易に関する一般協定（GATT）の多角的貿易交渉である。

## 概要
GATTの第6回目の多角的貿易交渉で、1962年1月にアメリカ合衆国のジョン・F・ケネディ大統領の年頭教書で提唱されたことから、ケネディ・ラウンドと呼ばれる。ただし、ケネディ大統領は交渉の開始を見ることなく、1963年11月22日に凶弾に斃れている。
GATTの第5回関税引き下げ交渉まで、すなわち「ディロン・ラウンド」までは二国間協定の積み重ねとしての一般的関税引下げ交渉が実施されたが、この前後にかけて、従来の交渉方式がほぼ限界に達し、充分な関税引下げの成果が期待できないことが指摘されるに至り、1961年秋に開かれた大臣会議では、今後世界貿易の一層の拡大を図る見地からより大胆な「関税一括引下げ」の構想が打ち出された。63年5月に再度開かれた大臣会議により交渉の具体的整備がなされ、交渉の基本原則として次の点が合意された。
- 関税引下げは均等一律引下げを基礎とし、例外は国家的重要性を有する最小限のものにとどめる。なお、各国間の関税率に大幅な格差がある場合には特別の引下げ規則に従う
- 交渉は農産物を含むすべての産品を対象とし、農産物についてはその輸出増大のための合理的な条件を創設する。なお、農産物のうち、穀物、肉、酪農品など一部のものについては世界商品協定の締結により問題を解決する
- 関税以外の貿易障害（非関税障壁）についても交渉する
- 後進国の輸出に対する障害の軽減にはあらゆる努力を払うものとするが、後進国に対しては相互主義を要求しない

また、より具体的な交渉規則を策定し、実際の交渉運営にあたる中心機関として新たに「貿易交渉委員会」の設置が決定された。
前記委員会により63年6月以降、具体的交渉規則の検討が進められた後、翌64年5月4日から6日までの間再び大臣レベル会合が開催された。この会議では5月4日を以てケネディ・ラウンドを正式に発足させることが確認され、ここに、67年6月30日まで4年余りに及ぶラウンドとなるケネディ・ラウンドが成立したのである。
本ラウンドの交渉には、前回の26か国・地域を大きく上回る62か国・地域が参加した。最終的には、1967年6月30日にスイスのジュネーヴで、平均約35%の関税引き下げ、約3万品目についての新たな関税譲許などが合意されて、これまで6回の交渉の中で最大の成果を挙げた。また、ダンピング防止協定、化学品協定が策定された。
さらに、本ラウンドでは、初めて農業についての本格的な交渉が行われ、開発途上国への食糧援助を規定した食糧援助規約を含む国際穀物協定が成立した。

## GATT/WTOの多角的貿易交渉
- 第1回（1948年、ジュネーヴ）
- 第2回（1949年、アヌシー）
- 第3回（1951年、トーキー）
- 第4回（1956年、ジュネーヴ）
- 第5回 ディロン・ラウンド（1960年-1961年）
- 第6回 ケネディ・ラウンド（1964年-1967年）
- 第7回 東京ラウンド（1973年-1979年）
- 第8回 ウルグアイ・ラウンド（1986年-1995年）
- 第9回 ドーハラウンド（2001年-）